# Citroën C4
Citroën C4 (транскр. Ситроен Ц4) је аутомобил који производи француска фабрика аутомобила Ситроен. Производи се од 2004. до данас.

## Историјат
Ц4 се појавио 2004. године као наследник ксаре. Тренутно се производи трећа генерација. Механички је био сличан Пежоу 308 до 2020. године. Од 2010. године када почиње да се производи друга генерација, престаје се са производњом Ц4 купеа, који је замењен са премијум моделом ДС4. 2005. године је освојио друго место у избору европског аутомобила године.

### Прва генерација (2004–2010)
Ситроен Ц4 је породични аутомобил који је француски произвођач представио у јесен 2004. године. Оригиналну спољашњост је дизајнирао познати дизајнер фирме Донато Коко. Ц4 се производио у неколико варијанти, купе са троје врата, хечбек са петоро врата и седан са четворо врата, који је доступан на неколико тржишта, компактна МПВ верзија са седам седишта Гранд Ц4 Пикасо (у продаји је од 2006) и пет седишта Ц4 Пикасо (у продаји је од 2007. године). Димензије хечбек верзије су - дужина 4260 mm, ширина 1769 mm, висина 1458 mm, купе - дужина 4274 mm, ширина 1769 mm, висина 1458 mm, а седан - дужина 4770 mm, ширина 1769 mm, висина 1510 mm. Редизајн верзије Ц4 је представљен крајем 2008. и почетком 2009. године.
Ц4 је безбедан аутомобил, опремљен са шест ваздушних јастука. Има ефикасан систем кочења, квалитетан ЕСП (Електронска контрола стабилности) и АСР (Систем против проклизавања). Добра структура каросерије осигурава безбедност путника. Ц4 је на Euro NCAP тесту, 2004. и 2010. године, добио максималних пет звездица за безбедност.
Користили моторе из ПСА групације, а то су, бензински 1.4 16V (88 КС), 1.6 16V (109, 120, 140 и 150 КС), 2.0 16V (136, 140 и177 КС) и дизел-мотори 1.6 16V HDi (90 и 109 КС), 2.0 16V HDi (136 и 140 КС).
- хечбек
- хечбек
- седан
- купе
- унутрашњост

### Друга генерација (2010–2018)
Друга генерација је представљена 2010. године на Салону аутомобила у Паризу. Нови дизајн више личи на класу више на модел Ц5, каросерија постаје мање заобљена и добија елегантне линије. Дужи је и шири од прве генерације, док је међуосовинско растојање остало исто. Доступан је само са петоро врата и седан са четворо врата. Крајем 2012. године представљена је и седан верзија звана Ц4 Л, дизајниран од стране ПСА у Шангају за кинеско и руско тржиште. Платформа је иста као код хечбек верзије, само је повећано међуосовинско растојање.
Мотори друге генерације су: бензински 1.4 VTi (95 КС), 1.6 VTi (120 КС), 1.6 THP (155 КС) и дизел-мотори 1.6 HDi (90 КС), 1.6 16V HDi (110 КС), 2.0 16V HDi (150 КС).
- хечбек
- хечбек
- седан
- седан
- унутрашњост

### Трећа генерација (2020-)
Трећа генерација је представљена 16. јуна 2020. са стилом купе СУВ-а. Унутрашњост добија значајну надоградњу, пошто има више врхунских материјала и већи, шири екран осетљив на додир. Нови Ц4 и е-Ц4 су већи и засновани на потпуно новој ЕМП1 платформи коју деле ДС 3 Кросбек, Опел Мока, Опел Корса, Пежо 2008 и Пежо 208.
Фастбек лимузина верзија са четворо врата под називом Ц4 икс је представљена у јуну 2022.

#### EuroNCAP
Ц4 у својој стандардној европској конфигурацији добио је 4 звездице од Euro NCAP-а 2021.
- Ситроен Ц4
- унутрашњост

#### е-Ц4
Верзија са електричним погоном, названа е-Ц4, има електромотор од 100 киловата (134 кс) и батерију од 50 киловат-часова, способну за домет од 350 км према WLTP тесту.

#### Ц4 Икс и е-Ц4 Икс (Ц43; 2022)
Дужа варијација Ц4 са лимузином каросерије, названа Ц4 икс, представљена је у јуну 2022. То је први Ситроен који је дизајниран под надзором Пјера Леклерка. Према Ситроену, Ц4 икс спаја елементе фастбека, лимузине са 4 врата и СУВ-а.
Ц4 и Ц4 икс имају исто међуосовинско растојање. Коришћењем традиционалног отвора пртљажника у стилу лимузине, капацитет пртљажника је повећан са 380 Л у Ц4 на 510 Л (110 имп гал) у Ц4 Кс. Иначе, њихова сличност се завршава код Ц-стуба.

Доступна је и електрична верзија, названа е-Ц4 Икс. То је једина верзија која се нуди у многим земљама (Велика Британија, Бенелукс, Португал, Немачка, Аустрија, нордијске земље) где се ИЦЕ Ц4 икс не продаје.
- Ситроен Ц4 икс
- Ситроен е-Ц4 икс
- Ситроен Ц4 икс и е-Ц4 икс
- унутрашњост Ц4 икс

#### Мотори
Мотори код друге генерације Ц4 су:
Бензин:
- Само 1,2 ПјурТек од: 101, 131 и 155 коњских снага

Дизел:
- Само 1,5 БлуХДИ од: 110 и 130 коњских снага

Електромотор:
- Домет од 350 километара и батерија од 50 киловат-сата